# Liste der Monuments historiques in Lestiac-sur-Garonne
Die Liste der Monuments historiques in Lestiac-sur-Garonne führt die Monuments historiques in der französischen Gemeinde Lestiac-sur-Garonne auf.

## Liste der Bauwerke
| Bezeichnung       | Beschreibung | Standort | Kennzeichnung | Schutzstatus | Datum | Bild           |
| ----------------- | ------------ | -------- | ------------- | ------------ | ----- | -------------- |
| Kirche Notre-Dame |              | (Lage)   | PA00083593    | Inscrit      | 1925  | weitere Bilder |

## Liste der Objekte
| Bezeichnung        | Beschreibung            | Standort                        | Kennzeichnung | Schutzstatus | Datum | Bild |
| ------------------ | ----------------------- | ------------------------------- | ------------- | ------------ | ----- | ---- |
| Zwei Kerzenständer | Bronze, 19. Jahrhundert | in der Kirche Notre-Dame (Lage) | PM33001891    | Inscrit      | 2000  |      |